# Onyeka Okongwu

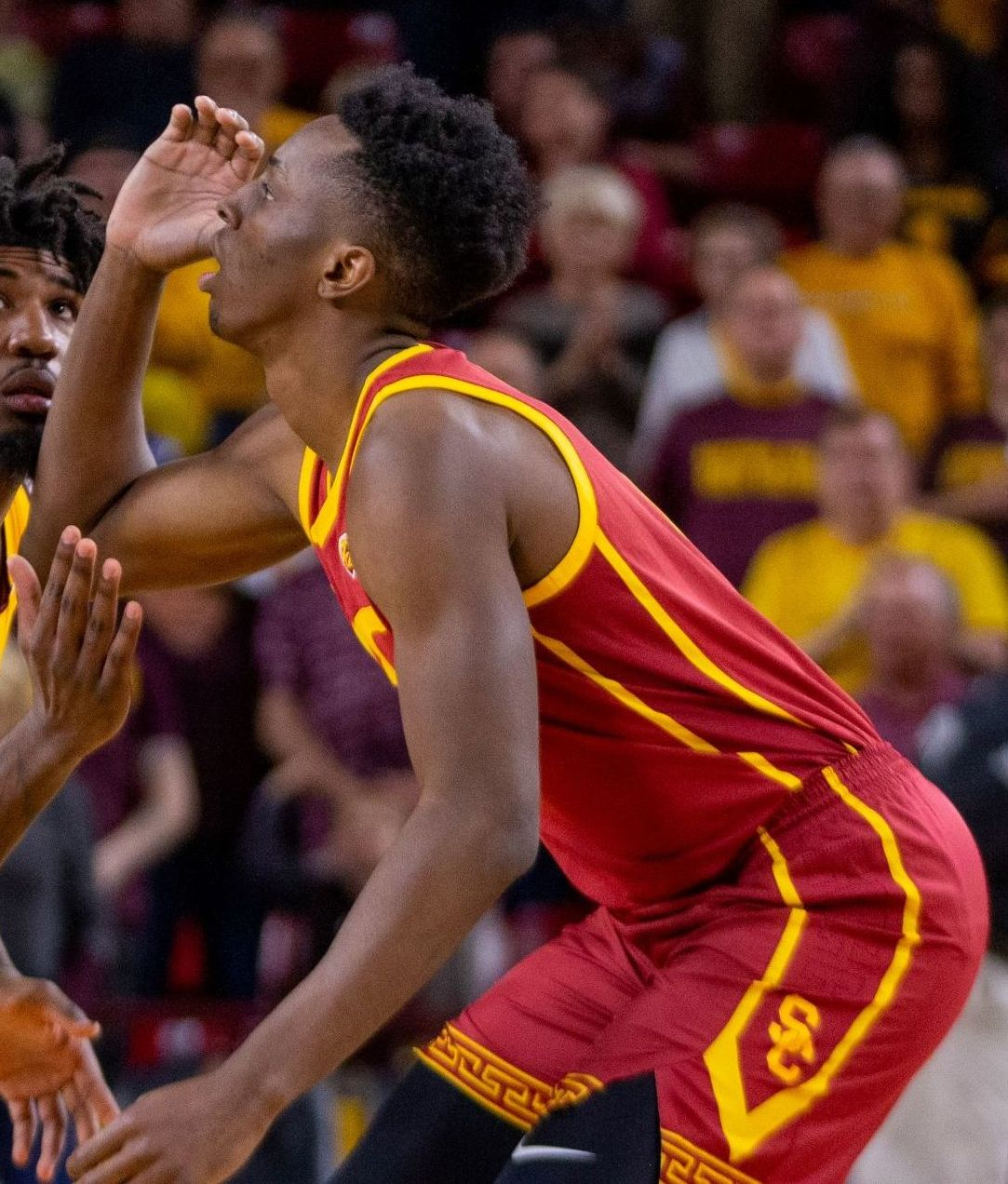
Onyeka Okongwu, 2020.

Onyeka Okongwu, född 11 december 2000 i Los Angeles i Kalifornien, är en amerikansk professionell basketspelare (C/PF) som spelar för Atlanta Hawks i National Basketball Association (NBA).
Han draftades av Atlanta Hawks i första rundan i 2020 års draft som sjätte spelare totalt.
Innan Okongwu blev proffs studerade han vid University of Southern California och spelade för universitetets idrottsförening USC Trojans.